# Ilnacora albifrons
Ilnacora albifrons är en insektsart som beskrevs av Knight 1963. Ilnacora albifrons ingår i släktet Ilnacora och familjen ängsskinnbaggar. Inga underarter finns listade i Catalogue of Life.